# ثوبواي ثام وإليفتيد إلمر
ثوبواي ثام وإليفتيد إلمر هي قصة قصيرة كتبت بقلم جونستون ماكولي . و نشرت لأول مرة في مجلة قصة محقق في 4 مارس عام1919.

## روابط خارجية
- مؤلفات ثوبواي ثام وإليفتيد إلمر في مشروع غوتنبرغ
- مؤلفات Harrington Strong في مشروع غوتنبرغ
- Works by Johnston McCulley at Faded Page (Canada)
- أعمال أو نبذة عن ثوبواي ثام وإليفتيد إلمر على أرشيف الإنترنت
- أعمال أو نبذة عن Harrington Strong على أرشيف الإنترنت
- أعمال ثوبواي ثام وإليفتيد إلمر في ليبري فوكس
- ثوبواي ثام وإليفتيد إلمر في قاعدة بيانات الأفلام على الإنترنت